# Boloceroides mcmurrichi
Boloceroides mcmurrichi är en havsanemonart som först beskrevs av Casimir R. Kwietniewski 1898.  Boloceroides mcmurrichi ingår i släktet Boloceroides och familjen Boloceroididae. Inga underarter finns listade i Catalogue of Life.